# Graneros (departement)
Graneros is een departement in de Argentijnse provincie Tucumán. Het departement (Spaans:  departamento) heeft een oppervlakte van 1.678 km² en telt 13.063 inwoners.

## Plaatsen in departement Graneros
- Graneros
- Lamadrid
- Taco Ralo